# تومي ماكلين
تومي ماكلين (بالإنجليزية: Tommy McLean)‏ هو لاعب كرة قدم ومدرب كرة قدم بريطاني في مركز نصف الجناح، ولد في 2 يونيو 1947 في لاركهول ‏ في المملكة المتحدة. شارك مع منتخب اسكتلندا لكرة القدم. أما مع النوادي، فقد لعب مع نادي رينجرز ونادي كيلمارنوك.

## وصلات خارجية
- تومي ماكلين على موقع الاتحاد الإسكتلندي (الإنجليزية)
- تومي ماكلين على موقع قاعدة بيانات كرة القدم.إي يو (الإنجليزية)
- تومي ماكلين على موقع ناشيونال فوتبول تيمز (الإنجليزية)
- تومي ماكلين على موقع Soccerbase.com (لاعب) (الإنجليزية)
- تومي ماكلين على موقع Soccerbase.com (مدرب) (الإنجليزية)